# Джон Серджант
Джон Ієн Стівен Серджант (англ. John Iain Stephen Sergeant; нар. 27 лютого 1995, Гібралтар) — гібралтарський футболіст, захисник та півзахисник «Лінкольн Ред Імпс» та національної збірної Гібралтару.

## Клубна кар'єра
Вихованець «Севільї». На юнацькому та молодіжному рівні виступав також за скромні іспанські клуби «Атлетіко Сабаль» та «Тарагілла». Влітку 2013 року повернувся на батьківщину, де став гравцем місцевого «Манчестер 62». Влітку 2016 року переїхав до Англії, щоб отримати ступінь з управління пожежно-рятувальною службою в Блекбернському коледжі при Ланкастерському університеті.
17 серпня 2017 року, після річної перерви, підписав контракт з «Лінкольн Ред Імпс». 30 жовтня 2017 року підписав контракт з «Вест Дідсбері енд Чорлтон». За свої виступи, в яких зіграв за команду 24 поєдинки, у травні 2018 року визнаний найкращим гравцем року за версією Manager. У липні нетривалий період часу грав за «Лінкольн Ред Імпс» у Лізі Європи УЄФА, перш ніж завершити всої виступи у «Західних». Під час свого останнього року виступів у Галмі ділив місце основного воротаря з партнером по збірній Джеймі Кумбсом. Провів сезон в «Юероп» після повернення в Рок, у липні 2020 року повторно підписав контракт з «Лінкольн Ред Імпс».

## Кар'єра в збірній
Після виступаів, в тому числі й як капітана, за юнацьку збірну Гібралтару (U-19), Серджант дебютував за національну збірну Гібралтару 19 листопада 2013 року в нічийному (0:0) поєдинку проти Словаччини.
Після того, як у 2016 року переїхав до Великої Британії, повернувся до національної збірної в березні 2018 року на товариський матч проти Латвії. Провів увесь матч, отримав жовту картку наприкінці матчу, а Гібралтар втримав історичну перемогу з рахунком 1:0. При цьому він також встановив рекорд, став першим гравцем «Вест Дідсбері енд Чорлтон», який зіграв за національну збірну за 109-річну історію англійського клубу. 27 березня 2021 року вперше вивів збірну Гібралтару з капітанською пов'язкою в програному (1:4) поєдинку проти Чорногорії.

## Статистика виступів у збірній
| Дата       | Місто      | Господарі          | Результат | Гості              | Турнір                                | Голи | Примітки |
| ---------- | ---------- | ------------------ | --------- | ------------------ | ------------------------------------- | ---- | -------- |
| 19-11-2013 | Фару       | Гібралтар          | 0 – 0     | Словаччина         | товариський матч                      | -    | [ 11 ]   |
| 1-3-2014   | Гібралтар  | Гібралтар          | 1 – 4     | Фарерські острови  | товариський матч                      | -    | [ 12 ]   |
| 5-3-2014   | Гібралтар  | Гібралтар          | 0 – 2     | Естонія            | товариський матч                      | -    |          |
| 26-5-2014  | Таллінн    | Естонія            | 1 – 1     | Гібралтар          | товариський матч                      | -    | 73'      |
| 4-6-2014   | Лоле       | Гібралтар          | 1 – 0     | Мальта             | товариський матч                      | -    | 19' 40'  |
| 14-11-2014 | Нюрнберг   | Німеччина          | 4 – 0     | Гібралтар          | Відбір до ЧЄ 2016                     | -    | 58'      |
| 7-6-2015   | Вараждин   | Хорватія           | 4 – 0     | Гібралтар          | товариський матч                      | -    | 46'      |
| 13-6-2015  | Фару       | Гібралтар          | 0 – 7     | Німеччина          | Відбір до ЧЄ 2016                     | -    | 83'      |
| 4-9-2015   | Лоле       | Гібралтар          | 0 – 4     | Ірландія           | Відбір до ЧЄ 2016                     | -    | 85'      |
| 23-3-2016  | Гібралтар  | Гібралтар          | 0 – 0     | Ліхтенштейн        | товариський матч                      | -    | 51'      |
| 29-3-2016  | Гібралтар  | Гібралтар          | 0 – 5     | Латвія             | товариський матч                      | -    | 69'      |
| 25-3-2018  | Гібралтар  | Гібралтар          | 1 – 0     | Латвія             | товариський матч                      | -    |          |
| 6-9-2018   | Гібралтар  | Гібралтар          | 0 – 2     | Північна Македонія | Ліга націй УЄФА 2018-2019 - 1-й раунд | -    |          |
| 9-9-2018   | Вадуц      | Ліхтенштейн        | 2 – 0     | Гібралтар          | Ліга націй УЄФА 2018-2019 - 1-й раунд | -    | 72'      |
| 13-10-2018 | Єреван     | Вірменія           | 0 – 1     | Гібралтар          | Ліга націй УЄФА 2018-2019 - 1-й раунд | -    |          |
| 16-10-2018 | Гібралтар  | Гібралтар          | 2 – 1     | Ліхтенштейн        | Ліга націй УЄФА 2018-2019 - 1-й раунд | -    |          |
| 16-11-2018 | Гібралтар  | Гібралтар          | 2 – 6     | Вірменія           | Ліга націй УЄФА 2018-2019 - 1-й раунд | -    |          |
| 19-11-2018 | Скоп'є     | Північна Македонія | 4 – 0     | Гібралтар          | Ліга націй УЄФА 2018-2019 - 1-й раунд | -    |          |
| 23-3-2019  | Гібралтар  | Гібралтар          | 0 – 1     | Ірландія           | Відбір до ЧЄ 2020                     | -    |          |
| 26-3-2019  | Гібралтар  | Гібралтар          | 0 – 1     | Естонія            | товариський матч                      | -    |          |
| 7-6-2019   | Тбілісі    | Грузія             | 3 – 0     | Гібралтар          | Відбір до ЧЄ 2020                     | -    | 49'      |
| 10-6-2019  | Дублін     | Ірландія           | 2 – 0     | Гібралтар          | Відбір до ЧЄ 2020                     | -    |          |
| 5-9-2019   | Гібралтар  | Гібралтар          | 0 – 6     | Данія              | Відбір до ЧЄ 2020                     | -    | 83'      |
| 8-9-2019   | Сьйон      | Швейцарія          | 4 – 0     | Гібралтар          | Відбір до ЧЄ 2020                     | -    |          |
| 10-10-2019 | Приштина   | Косово             | 1 – 0     | Гібралтар          | товариський матч                      | -    |          |
| 15-10-2019 | Гібралтар  | Гібралтар          | 2 – 3     | Грузія             | Відбір до ЧЄ 2020                     | -    | 57'      |
| 15-11-2019 | Копенгаген | Данія              | 6 – 0     | Гібралтар          | Відбір до ЧЄ 2020                     | -    |          |
| 18-11-2019 | Гібралтар  | Гібралтар          | 1 – 6     | Швейцарія          | Відбір до ЧЄ 2020                     | -    |          |
| 5-9-2020   | Гібралтар  | Гібралтар          | 1 – 0     | Сан-Марино         | Ліга націй УЄФА 2020-2021 - 1-й раунд | -    | 81'      |
| 7-10-2020  | Та-Калі    | Мальта             | 2 – 0     | Гібралтар          | товариський матч                      | -    | 68'      |
| 10-10-2020 | Вадуц      | Ліхтенштейн        | 0 – 1     | Гібралтар          | Ліга націй УЄФА 2020-2021 - 1-й раунд | -    | 96'      |
| 11-11-2020 | Софія      | Болгарія           | 3 – 0     | Гібралтар          | товариський матч                      | -    | 46'      |
| 14-11-2020 | Серравалле | Сан-Марино         | 0 – 0     | Гібралтар          | Ліга націй УЄФА 2020-2021 - 1-й раунд | -    |          |
| 17-11-2020 | Гібралтар  | Гібралтар          | 1 – 1     | Ліхтенштейн        | Ліга націй УЄФА 2020-2021 - 1-й раунд | -    | 25'      |
| 24-3-2021  | Гібралтар  | Гібралтар          | 0 – 3     | Норвегія           | Відбір до ЧС 2022                     | -    |          |
| 27-3-2021  | Подгориця  | Чорногорія         | 4 – 1     | Гібралтар          | Відбір до ЧС 2022                     | -    |          |
| 30-3-2021  | Гібралтар  | Гібралтар          | 0 – 7     | Нідерланди         | Відбір до ЧС 2022                     | -    |          |
| 1-9-2021   | Рига       | Латвія             | 3 – 1     | Гібралтар          | Відбір до ЧС 2022                     | -    |          |
| 4-9-2021   | Гібралтар  | Гібралтар          | 0 – 3     | Туреччина          | Відбір до ЧС 2022                     | -    |          |
| 7-9-2021   | Осло       | Норвегія           | 5 – 1     | Гібралтар          | Відбір до ЧС 2022                     | -    |          |
| 13-11-2021 | Стамбул    | Туреччина          | 6 – 0     | Гібралтар          | Відбір до ЧС 2022                     | -    | 82'      |
| 16-11-2021 | Гібралтар  | Гібралтар          | 1 – 3     | Латвія             | Відбір до ЧС 2022                     | -    |          |
| Усього     |            | Матчів             | 42        |                    | Голів                                 | 0    |          |

## Титули і досягнення
- Чемпіон Гібралтару (3):

«Лінкольн Ред Імпс»: 2020-21, 2021-22, 2022-23
- Володар Кубка Гібралтару (2):

«Лінкольн Ред Імпс»: 2021, 2022
- Володар Суперкубка Гібралтару (1):

«Лінкольн Ред Імпс»: 2022